# Mathieu Lange
Mathieu Lange (* 28. Januar 1905 in Düren; † 25. Mai 1992 in Bochum) war ein deutscher Musiker, Dirigent und von 1952 bis 1973 Direktor der Sing-Akademie zu Berlin.
(Seinen ersten Namen Carl trug er seit 1950 nicht mehr.)

## Lebenslauf
Lange stammt aus einer Musiker- und Theaterfamilie im Rheinland. Seine ersten Erfahrungen als Theater-Kapellmeister sammelte er an der Oper Köln und in Münster und kam dann als Generalmusikdirektor nach Göttingen. Von dort ging er als Operndirektor und Generalmusikdirektor nach Hannover, bis das Opernhaus von Bomben zerstört wurde. Nach dem Krieg begann er neu als Generalmusikdirektor in der Darmstädter Orangerie, dem Ausweichquartier des Landestheaters Darmstadt, dessen Haus im Krieg zerstört worden war.
Mathieu Lange suchte sich schon damals gerne für seine Aufführungen vergessene wertvolle Werke heraus. In Göttingen waren es u. a. Alessandro Scarlattis Il Trionfo dell’Onore (für Deutschland die erste Aufführung einer Scarlatti-Oper), außerdem Monteverdis Il combattimento di Tancredi e Clorinda (deutsche Erstaufführung) und – ebenfalls eine Ausgrabung Langes – Luigi Cherubinis Oper Démophoon.
Im 1945 völlig kriegszerstörten Darmstadt war Mathieu Lange zusammen mit Wolfgang Steinecke entscheidend am Aufbau der Internationalen Ferienkurse für Neue Musik beteiligt, wie er überhaupt – auch später – immer wieder Komponisten zeitgenössischer Musik zu Wort kommen ließ. Als musikalischer Leiter für Oper, Sinfonie- und Chorkonzerte kam er zu hohem Ansehen.
Im Jahre 1948 holte ihn Walter Felsenstein an die Komische Oper nach Ost-Berlin. Schon 1941/42 hatte ihn Berlins Deutsches Opernhaus für Gastspiele engagiert.
Im Jahr 1950 wurde Mathieu Lange als Nachfolger Georg Schumanns zum Direktor der Sing-Akademie zu Berlin berufen. Erstmals am Dirigentenpult stand er dort bereits am 20. November 1949 beim Brahms-Requiem. (Georg Schumann war bis zu seinem Tode 1952 amtierender Direktor.)
In Berlin widmete sich Lange neben der intensiven Arbeit mit der Sing-Akademie auch anderen musikalischen Aufgaben: In der Tribüne brachte er Ende 1950 Strawinskis Geschichte vom Soldaten in einer bemerkenswerten Serie von über 60 Aufführungen zu Gehör; 1951 hörte man in demselben Theater Boris Blachers Romeo und Julia und ein Jahr später die Uraufführung von Wolfgang Fortners Pantomime Die Witwe von Ephesus. In den Berliner Festwochen brachte er 1952 Claudio Monteverdis Marienvesper als deutsche Erstaufführung heraus, 1953 im Hebbeltheater Die Krönung der Poppäa. In den Berliner Festwochen führte er – eine kleine Sensation – von ihm entdeckte, bis dahin unbekannte aufsehenerregende Werke des 13-jährigen Felix Mendelssohn Bartholdy auf.
Mathieu Lange war mit der Schauspielerin Elli Hall verheiratet.

### Arbeit als Direktor der Sing-Akademie zu Berlin
Jährliche Aufführungen der Oratorien von Bach an den traditionellen Feiertagen (Matthäus-Passion, H-Moll-Messe, Weihnachtsoratorium), Aufführungen bekannter Werke der großen Chorliteratur, u. a. von Johannes Brahms, Anton Bruckner, Georg Friedrich Händel, Joseph Haydn, Wolfgang Amadeus Mozart, Robert Schumann, Igor Strawinski, außerdem Aufführungen fast vergessener Werke, z. B. Die Israeliten in der Wüste von Carl Philipp Emanuel Bach und aufsehenerregende Erstaufführungen von Joseph Haydn, Claudio Monteverdi, Otto Nicolai, Giovanni Battista Pergolesi, Giacomo Puccini, Alessandro Scarlatti und die Uraufführung des bis dahin verschollenen und von Mathieu Lange in Paris entdeckten Te Deum des jungen Georges Bizet, ebenso Aufführungen zeitgenössischer Werke, wie Max Baumanns Deutsche Vesper, Hans Werner Henzes Musen Siziliens (Auftragskomposition) umreißen das breite Repertoire Langes.
Die begleitenden Orchester waren im Wechsel das Berliner Philharmonische Orchester und das Radio-Symphonie-Orchester Berlin.
Konzertreisen führten ihn ins In- und Ausland, so etwa nach Schweden, Frankreich oder Polen.
Was Mathieu Lange kulturell in einem Vierteljahrhundert geleistet hat, wurde gewürdigt durch die Verleihung des Musikpreises der Deutschen Kritiker (1952), des Bundesverdienstkreuzes am Bande (18. September 1967) und des Georg-Friedrich-Händel-Ringes (1971). Von Langes breit gefächertem Schaffen zeugen auch Schallplattenaufnahmen und etliche Einspielungen, insbesondere beim Norddeutschen Rundfunk (NDR).

## Einspielungen (Auswahl)
- Wolfgang Amadeus Mozart: Ein musikalischer Spass, Le Chant du Monde LDX 8017 (Mono)
- Carl Maria Von Weber: Der Freischütz (Opern-Querschnitt) RIAS-Kammerchor, Orchester der Städtischen Oper Berlin, Lieselotte Cloos (Sopran), Sonja Schöner (Sopran), Peter Roth-Ehrgang (Bass), Horst Wilhelm (Tenor), Mathieu Lange (Leitung)
- Carl Maria von Weber: Der Freischütz (großer Querschnitt), 1964, BACCAROLA 77 869 ZR (Stereo); Lieselotte Cloos (Sopran), Sonja Schöner (Sopran), Peter Roth-Ehrgang (Bass), Horst Wilhelm (Tenor), Günther Arndt-Chor und Orchester der Deutschen Oper Berlin, Leitung: Mathieu Lange
- Flötenkonzerte des Barock, 1976, Beteiligung mit dem Konzert für Flöte, Streicher und Continuo G-dur; Burghard Schaeffer (Flöte), Norddeutsches Kammerorchester, Mathieu Lange (Leitung)
- Otto Nicolai, Te Deum, 1966, Singakademie zu Berlin, Radio-Symphonie-Orchester Berlin, Mathieu Lange (Dirigent), Deutsche Grammophon, Nr. 104 479, Vinyl, LP, Album (Stereo)
- Giovanni Battista Pergolesi: Stabat Mater; Margot Guilleaume (Sopran), Jeanne Deroubaix (Alt), Südwestdeutsches Kammerorchester, Carl Gorvin (Einstudierung), Mathieu Lange (Dirigent), Label: Archiv Produktion, 14 098 APM, Series: VIII. Forschungsbereich - Das Italienische Settecento – Serie B: Der Neapolitanische Stilkreis, Vinyl, LP (Mono)
- Alessandro Scarlatti: Endimione E Cintia, Reri Grist (Sopran), Tatiana Troyanos (Sopran), Philharmonisches Staatsorchester Hamburg, Mathieu Lange (Dirigent), Label: Archiv Produktion – 2533 061, Vinyl, LP
- Wolfgang Amadeus Mozart: Sinfonie D-dur KV 385 (Haffner-Sinfonie), Joseph Haydn: Sinfonie Nr. 83 G-moll (La Poule), Horst Richter (Textbearbeitung), Kammerorchester Berlin, Mathieu Lange (Dirigent), Label: ETERNA, 720 042, Vinyl, LP (Mono), Deutsche Demokratische Republik
- Albert Lortzing: Zar und Zimmermann (Opern-Querschnitt), Paul Douliez (Textbearbeitung), Sonja Schöner (Sopran), Helmut Krebs (Tenor), Martin Vantin (Tenor), Walter Hauck (Bariton), Manfred Jungwirth (Bass), Chor und Orchester der Städtischen Oper Berlin, Mathieu Lange (Dirigent), Label: Opera, 3111, Vinyl (LP)
- Franz Konwitschny, Horst Stein, Meinhard von Zallinger und Mathieu Lange (Dirigenten): Große Opern, Label: Falcon, L-ST 7069, Vinyl, (LP); Beteiligung Langes: Carl Maria von Weber: Freischütz (Jägerchor), Rundfunk-Sinfonieorchester Berlin, Richard Wagner: Der fliegende Holländer (Steuermann, laß die Wacht), Chor der Komischen Oper Berlin, Rundfunk-Symphonie-Orchester Berlin